# Dichromia quadralis
Dichromia quadralis là một loài bướm đêm trong họ Erebidae.